# Westlife (álbum)
Westlife é o álbum de estreia da boy band irlandesa Westlife, lançado em 1 de novembro de 1999 pela RCA.  
O álbum gerou cinco singles "Swear It Again", "If I Let You Go", "Flying Without Wings", o single duplo "I Have a Dream"/"Seasons in the Sun", e "Fool Again", todos os quais alcançaram a posição de número 1 na parada britânica UK Singles Chart. Com isso, Westlife teve cinco singles #1 no mesmo álbum em menos de um ano, um recorde que permanece intacto até hoje. O álbum entrou e chegou no UK Albums Chart na posição #2, sendo batido por apenas 1.000 de vendas de Steptacular de Steps. 
Westlife foi o 8º álbum mais vendido de 1999 no Reino Unido, e passou a vender quatro milhões de cópias em todo o mundo. O álbum é atualmente a 9ª maior venda de álbum de boyband no Reino Unido.

## Antecedentes e lançamento
Westlife assinou contrato com a RCA em novembro de 1998, e imediatamente voou para Estocolmo, Suécia, para começar a gravar seu álbum de estreia. Seu primeiro single, "Swear It Again", foi lançado em abril de 1999. Dois outros singles se seguiram, e o álbum foi lançado em novembro de 1999. A edição padrão do álbum conta com 17 faixas, enquanto a banda disse que gravara 22 músicas para seu álbum de estreia.
Para a América do Norte, Westlife assinou contrato com a Arista Records, após fazeram uma audição para o fundador da gravadora, Clive Davis. Westlife relançou "Swear It Again" como sua estreia naquele território em 7 de março de 2000. O álbum foi lançado na América do Norte em 4 de abril de 2000, com uma lista de faixas alterada, que inclui ainda a nova canção, "My Private Movie".
Um documentário relacionado ao lançamento, intitulado "The Westlife Story", foi lançado em outubro de 2000, chegando à posição de número 15 na parada britânica UK Visual Chart. O lançamento, disponível em VHS e DVD, conta a história de como os cinco integrantes se tornaram o Westlife, a gravação de seu primeiro álbum, e inclui seus então 4 videoclipes. Em 26 de junho de 2000, o DVD foi relançado, contendo todos os seus 6 videoclipes; e em 18 de novembro de 2002, foi incluído no box set de cinco discos intitulado Westlife: The Complete Story.

## Lista de faixas
| Westlife – Edição padrão |                                 |                                             |                          |         |  |
| N.º                      | Título                          | Compositor(es)                              | Produtor(es)             | Duração |  |
| 1.                       | "Swear It Again"                | Steve Mac Wayne Hector                      | Steve Mac                | 4:08    |  |
| 2.                       | "If I Let You Go"               | David Kreuger Jörgen Elofsson Per Magnusson | David Kreuger            | 3:41    |  |
| 3.                       | "Flying Without Wings"          | Mac Hector                                  | Mac                      | 3:36    |  |
| 4.                       | "Fool Again"                    | Kreuger Elofsson Magnusson                  | Elofsson Magnusson       | 3:54    |  |
| 5.                       | "No No"                         | Andreas Carlsson Rami                       | Rami                     | 3:14    |  |
| 6.                       | "I Don't Wanna Fight"           | Mac Hector Peter Cetera David Foster        | Mac                      | 5:03    |  |
| 7.                       | "Change the World"              | Lance Ellington Topham Twigg                | TTW                      | 3:09    |  |
| 8.                       | "Moments"                       | Mac Hector                                  | Mac                      | 4:17    |  |
| 9.                       | "Seasons in the Sun"            | Jacques Brel Rod McKuen                     | TTW                      | 4:08    |  |
| 10.                      | "I Need You"                    | Andreas Carlsson Max Martin Rami            | Rami                     | 3:49    |  |
| 11.                      | "Miss You"                      | Jake Schulze Rami                           | Jake Schulze Rami        | 3:53    |  |
| 12.                      | "More Than Words"               | Gary Cherone Nuno Bettencourt               | Mac                      | 3:54    |  |
| 13.                      | "Open Your Heart"               | Carlsson Schulze                            | Schulze                  | 3:38    |  |
| 14.                      | "Try Again"                     | Kreuger Elofsson Magnusson                  | Kreuger Magnusson        | 3:34    |  |
| 15.                      | "What I Want Is What I've Got"  | Alexandra Talomaa Rami                      | Rami                     | 3:33    |  |
| 16.                      | "We Are One"                    | Alexandre Desplat Mac Hector                | Mac                      | 3:42    |  |
| 17.                      | "Can't Lose What You Never Had" | David Frank Steve Kipner                    | David Frank Steve Kipner | 4:23    |  |
| Duração total:           | Duração total:                  | Duração total:                              | Duração total:           | 65:37   |  |

| Westlife – Faixa bônus da edição japonesa |                 |                                                  |                  |         |  |
| N.º                                       | Título          | Compositor(es)                                   | Produtor(es)     | Duração |  |
| 18.                                       | "Story of Love" | Patrick Tucker Shepard Solomon Arnthor Birgisson | Jaime Ikeda Rovi | 3:54    |  |
| Duração total:                            | Duração total:  | Duração total:                                   | Duração total:   | 69:31   |  |

| Westlife – Faixa bônus da edição australiana |                  |                               |                |         |  |
| N.º                                          | Título           | Compositor(es)                | Produtor(es)   | Duração |  |
| 18.                                          | "I Have a Dream" | Benny Andersson Björn Ulvaeus | Pete Waterman  | 4:07    |  |
| Duração total:                               | Duração total:   | Duração total:                | Duração total: | 73:38   |  |

| Westlife – Edição norte-americana |                                 |                                             |                          |         |  |
| N.º                               | Título                          | Compositor(es)                              | Produtor(es)             | Duração |  |
| 1.                                | "Swear It Again"                | Steve Mac Wayne Hector                      | Steve Mac                | 4:08    |  |
| 2.                                | "Can't Lose What You Never Had" | David Frank Steve Kipner                    | David Frank Steve Kipner | 4:24    |  |
| 3.                                | "I Don't Wanna Fight"           | Mac Hector Peter Cetera David Foster        | Mac                      | 5:03    |  |
| 4.                                | "My Private Movie"              | Steve Kipner David Kopatz Jack Kugell       | Cutfather & Joe          | 4:04    |  |
| 5.                                | "Flying Without Wings"          | Mac Hector                                  | Mac                      | 3:36    |  |
| 6.                                | "If I Let You Go"               | David Kreuger Jörgen Elofsson Per Magnusson | David Kreuger            | 3:41    |  |
| 7.                                | "Fool Again"                    | Kreuger Elofsson Magnusson                  | Elofsson Magnusson       | 3:54    |  |
| 8.                                | "No No"                         | Andreas Carlsson Rami                       | Rami                     | 3:14    |  |
| 9.                                | "Miss You"                      | Jake Schulze Rami                           | Jake Schulze Rami        | 3:53    |  |
| 10.                               | "Open Your Heart"               | Carlsson Schulze                            | Schulze                  | 3:38    |  |
| 11.                               | "We Are One"                    | Alexandre Desplat Mac Hector                | Mac                      | 3:42    |  |
| 12.                               | "I Need You"                    | Andreas Carlsson Max Martin Rami            | Rami                     | 3:49    |  |
| 13.                               | "More Than Words"               | Gary Cherone Nuno Bettencourt               | Mac                      | 3:54    |  |
| Duração total:                    | Duração total:                  | Duração total:                              | Duração total:           | 51:00   |  |

| Westlife – CD bônus da edição Special Edition |                                       |                                             |                                      |         |  |
| N.º                                           | Título                                | Compositor(es)                              | Produtor(es)                         | Duração |  |
| 1.                                            | "I Have a Dream"                      | Benny Andersson Björn Ulvaeus               | Pete Waterman                        | 4:09    |  |
| 2.                                            | "On the Wings of Love"                | Karl Twigg Mark Topham                      | Karl Twigg Mark Topham Pete Waterman | 3:22    |  |
| 3.                                            | "Swear It Again" (Rokstone Mix)       | Steve Mac Wayne Hector                      | Steve Mac                            | 4:49    |  |
| 4.                                            | "If I Let You Go" (Extended Mix)      | David Kreuger Jörgen Elofsson Per Magnusson | David Kreuger                        | 5:36    |  |
| 5.                                            | "That's What It's All About"          |                                             | Mac                                  | 3:26    |  |
| 6.                                            | "Flying Without Wings" (Acapella Mix) | Mac Hector                                  | Mac                                  | 3:25    |  |
| 7.                                            | "Fool Again" (2000 Remix)             | Kreuger Elofsson Magnusson                  | Elofsson Magnusson                   | 4:08    |  |
| Duração total:                                | Duração total:                        | Duração total:                              | Duração total:                       | 27:75   |  |

## Equipe e colaboradores
Todo o processo de elaboração de Westlife atribui os seguintes créditos:
Gestão
- Simon Cowell: produção executiva
- Steve Mac: produção executiva
- Wayne Hector: produção executiva
- BMG Entertainment International UK & Ireland Ltd: gravadora proprietária dos direitos autorais fonográficos, das imagens, das notas do encarte e dos logos
- RCA Records (Uma divisão da BMG Entertainment International UK & Ireland Ltd): gravadora proprietária dos direitos autorais fonográficos, das imagens, das notas do encarte e dos logos

Encarte
- Brian Aris: fotografia
- Root: design

| Locais de gravação - Rokstone Studios (Londres, Inglaterra): 1, 3, 6, 8, 12 e 16 - Avatar Studios (Nova Iorque, EUA): 3 e 6 (coro) - Cheiron Studios (Estocolmo, Suécia): 2, 4, 5, 11, 13 14 e 15 - Soundtrade Studios (Estocolmo, Suécia): 4 e 14 - Pete Waterman Productions: 7 e 9 - Polar Studios (Estocolmo, Suécia): 11 e 13 | Locais de mixagem, engenharia e programação - Rokstone Studios (Londres, Inglaterra): 1, 3, 6, 8, 12 e 16 - Mono Music Studios (Estocolmo, Suécia): 2 e 14 - Pete Waterman Productions: 7 e 9 - Cheiron Studios (Estocolmo, Suécia): 4, 5, 10, 11, 13 e 15 |

Vocais
| - Shane Filan: vocais principais, vocais de apoio - Mark Feehily: vocais principais, vocais de apoio - Kian Egan: vocais principais, vocais de apoio - Nicky Byrne: vocais principais, vocais de apoio - Brian McFadden: vocais principais, vocais de apoio - Wayne Hector: vocais adicionais (16) | - Alistair Tennant: vocais adicionais (16) - Yvonne John Lewis: vocais adicionais (16) - Andreas Carlsson: vocais adicionais (2, 5, 13 e 14) - Anders von Hoffsten: vocais adicionais (2, 11, 13, 14 e 15) - Max Martin: vocais adicionais (5) |

Produção
| - Steve Mac: produção, mixagem, arranjo de vocais, teclado (1, 3, 6, 8, 12 e 16) - Chris Laws: engenharia e programação (1, 3, 6, 8, 12 e 16) - Matt Howe: engenharia de mixagem (1, 3, 6, 8, 12 e 16) - Daniel Pursey: engenheiro assistente (1, 3, 6, 8, 12 e 16) - Richard Niles: arranjos de cordas (1, 3, 6, 8, 12 e 16) - Wayne Hector: arranjo de vocais (1, 3, 6, 8, 12 e 16) - Benny Diggs: diretor musical de coro (3 e 6) - Per Magnusson: produção, arranjo, teclado, programação (2, 4 e 14) - David Kreuger: produção, arranjo, programação (2, 4 e 14) - Ulf: arranjo de cordas (2, 4, 11, 13 e 14) - Henrik Janson: arranjo de cordas (2, 4, 11, 13 e 14) - Bernard Löhr: mixagem (2 e 14), gravação de cordas (2) | - Ronny Lahti: mixagem (4), gravação de cordas e tin whistle (14) - Rami: produção (5, 10, 11 e 15) - TTW: produção (7 e 9) - Dan Frampton: micagem (7) - Tim 'Spag' Speight: micagem (9) - Jake Schulze: produção (11 e 13) - Stefan Boman: gravação de cordas (11 e 13) - David Frank: produção de teclado e bateria, arranjo (17) - Steve Kipner: produção adicional de teclado e bateria, arranjo (17) - Pete Lewis: engenharia (17) - Rich Johnston: engenharia de lógica (17) - David Bascombe: mixagem (17) |

Instrumentação
| - Steve Mac: teclado (1, 3, 6, 8, 12 e 16) - Paul Gendler: guitarras (1, 3, 6, 8, 12 e 16) - Steve Pearce: baixo (3, 6, 12 e 16) - Per Magnusson: teclado (2, 4 e 14) - Mats Bemtoft: guitarras elétricas e acústicas (2, 4, 5, 10 e 14) | - Tomas Lindberg: baixo (2, 13 e 15) - John Doe: bateria (4) - Gustave Lund: percussão (4) - Ulf Forsmark: rabeca (14) - Jan Bengtsson: flauta (11), tin whistle (14) - Esbjörn Öhrwall: guitarra (11, 13 e 15) |

## Histórico de lançamento
| País           | Data de lançamento    |
| -------------- | --------------------- |
| Reino Unido    | 1 de novembro de 1999 |
| Brasil         | Dezembro de 1999      |
| Japão          | 4 de abril de 2000    |
| Estados Unidos | 7 de maio de 2000     |
| Austrália      | 15 de maio de 2000    |

## Desempenho nas paradas
| Críticas profissionais | Críticas profissionais |
| Avaliações da crítica  | Avaliações da crítica  |
| Fonte                  | Avaliação              |
| ---------------------- | ---------------------- |
| Allmusic               | [ 3 ]                  |

| País                           | Posição | Vendas    | Certificação |
| ------------------------------ | ------- | --------- | ------------ |
| Reino Unido                    | 2       | 1,200,000 | 4× Platina   |
| Irlanda                        | 1       | 225,000   | 15× Platina  |
| Indonesia                      | 1       | 300,000   | 20× Platina  |
| Filipinas                      | 1       | 100,000   | 5× Platina   |
| Noruega                        | 1       |           |              |
| Bélgica                        | 5       |           |              |
| Nova Zelândia                  | 5       | 45,000    | 3× Platina   |
| Suécia (IFPI)                  | 5       | 40,000    | Ouro         |
| Holanda                        | 8       | 25,000    | Ouro         |
| Dinamarca                      | 12      |           |              |
| Australia                      | 15      | 35,000    | Ouro         |
| Suíça                          | 25      |           |              |
| Alemanha                       | 55      |           |              |
| Estados Unidos (Billboard 200) | 129     |           |              |
| Malásia                        | —       | 160,000   | 8× Platina   |
| México (AMPROFON)              | —       | 75,000    | Ouro         |

## The Westlife Story
The Westlife Story é o primeiro álbum de vídeo da boy band irlandesa Westlife, lançado pela RCA em 26 de junho de 2000. Atingindo o 15º lugar no UK DVD Charts, o lançamento do vídeo foi disponibilizado em formato VHS e DVD. O DVD foi posteriormente disponibilizado em um conjunto de cinco discos de DVDs intitulado The Complete Story.

### Lista de faixas
| The Westlife Story – Documentário |                        |         |  |
| N.º                               | Título                 | Duração |  |
| 1.                                | "Intro"                | 3:17    |  |
| 2.                                | "Sligo"                | 3:06    |  |
| 3.                                | "Kian"                 | 2:47    |  |
| 4.                                | "Swear It Again"       | 4:05    |  |
| 5.                                | "Shane"                | 4:19    |  |
| 6.                                | "Audition"             | 3:14    |  |
| 7.                                | "First Performance"    | 2:41    |  |
| 8.                                | "Mark"                 | 4:00    |  |
| 9.                                | "Feet on the Ground"   | 1:46    |  |
| 10.                               | "Photoshoot"           | 2:36    |  |
| 11.                               | "Touring"              | 1:20    |  |
| 12.                               | "If I Let You Go"      | 3:37    |  |
| 13.                               | "First Number 1"       | 2:39    |  |
| 14.                               | "Nicky"                | 4:52    |  |
| 15.                               | "Bryan"                | 3:57    |  |
| 16.                               | "Being in a Boy Band"  | 1:46    |  |
| 17.                               | "Flying Without Wings" | 4:52    |  |
| 18.                               | "The Future"           | 1:34    |  |

| The Westlife Story – Videoclipes |                        |                                             |                           |         |  |
| N.º                              | Título                 | Compositor(es)                              | Diretor(es)               | Duração |  |
| 19.                              | "Swear It Again"       | Steve Mac Wayne Hector                      | Wayne Isham               | 4:06    |  |
| 20.                              | "If I Let You Go"      | David Kreuger Jörgen Elofsson Per Magnusson | Sven Harding              | 3:37    |  |
| 21.                              | "Seasons In The Sun"   | Jacques Brel Rod McKuen                     | Simon Brand Cameron Casey | 4:00    |  |
| 22.                              | "Flying Without Wings" | Mac Hector                                  | Casey                     | 3:45    |  |
| 23.                              | "I Have A Dream"       | Benny Andersson Björn Ulvaeus               | Casey                     | 4:20    |  |
| 24.                              | "Fool Again"           | Kreuger Elofsson Magnusson                  | Casey                     | 4:21    |  |

| The Westlife Story – Conteúdo bônus |                                   |         |  |
| N.º                                 | Título                            | Duração |  |
| 25.                                 | "Behind the Scenes of Photoshoot" | 18:04   |  |
| 26.                                 | "Hidden Footage"                  | 5:17    |  |

Notas
- Conta ainda com letras das canções.
- A faixa 15 só pode ser acessada ao jogar um quiz.
- A faixa 26 só pode ser acessada após jogar um jogo.

Fonte
- The Westlife Story no allmusic